# Expropiación
Pour plus de détails, voir Fiche technique et Distribution.
Expropiación est un film vénézuélien réalisé par Mario Robles, sorti en 1976.

## Synopsis
Des fermiers et des mineurs s'unissent contre une expropriation voulue par de grandes entreprises étrangères.

## Fiche technique
- Titre : Expropiación
- Réalisation : Mario Robles
- Société de production : Mario Abate C. A. et Perncinex
- Pays :  Venezuela et  Pérou
- Genre : Documentaire
- Durée :
- Dates de sortie : 
  -  Allemagne de l'Ouest : juin 1976 (Berlinale)

## Distinctions
Le film a été présenté en sélection officielle en compétition lors de Berlinale 1976,.